# Roel Bosch
Roeland Albert Bosch (Den Haag, 16 april 1958) is een Nederlands dichter, theoloog en predikant.

## Loopbaan
Bosch volgde zijn studie theologie aan de Theologische Universiteit Kampen. Hij was als predikant achtereenvolgens verbonden aan de kerken van Twello (1983), Schiedam (1988), Eijsden (1999) en sinds 2008 in Zeist. Ten tijde van zijn predikantschap in Eijsden in 1999 was hij tevens werkzaam bij het studentenpastoraat in Maastricht. Tussen 1988 en 2014 was hij eindredacteur van het tijdschrift De Eerste Dag. Tevens was hij redactielid van Liedboek: Zingen en bidden in huis en kerk. Ook werkte hij mee aan de liedbundel Opstaan, meer liederen en gebeden uit Iona, Glasgow en de rest van de wereld. Daarnaast bracht hij een groot aantal publicaties uit en schreef en vertaalde hij teksten voor het Liedboek.

## Publicaties
- (1988) Het conflict rond Antonius van der Os, predikant te Zwolle 1748-1755
- (1996) En nooit meer oude Psalmen zingen, Zingend geloven in een nieuwe tijd 1770-1810
- (2007) De kleur van God. Drie jaar teksten en tekeningen bij het leesrooster. Zoetermeer
- (2007) Wilhelmus Schortinghuis, Een inleiding met kernteksten
- (2013) Er zijn. Keltisch christelijk geloven
- (2014) Steeds weer zoeken mijn ogen naar U. De psalmen in Liedboek, Zingen en bidden in huis en kerk
- (2018) Vieren met teksten van de Wild Goose Resource Group

## Bladmuziek
- Christus ging als eerste
- Dag zo bitter en zo goed
- Hier zwijgt het hoge denken
- De toekomst is al gaande
- Geest, uit de hemel neergedaald
- Vroeg ik mijn denken